# رونی میلز
رونی میلز (به انگلیسی: Ronnie Mills) (زادهٔ ۲۵ فوریهٔ ۱۹۵۱) شناگر اهل ایالات متحده آمریکا است.